# 25-та паралель північної широти
25-та паралель північної широти — лінія широти, що лежить на 25 градусів північніше земної екваторіальної площини. Вона проходить через Африку, Азію, Індійський океан, Тихий океан, Північну Америку та Атлантичний океан.
Через паралель проходить найпівнічніша частина кордону між Мавританією та Малі.

Через 25-ту паралель північної широти проходить частина кордону Мавританії з Малі

На цій широті під час літнього сонцестояння сонце видно 13 годин 42 хвилини, а під час зимового сонцестояння — 10 годин 35 хвилин.

## Список географічних об'єктів, що перетинає 25° пн. ш.
Починаючи з Гринвіцького меридіану та рухаючись на схід, 25-та паралель північної широти проходить через:
| Координати                                                   | Країна, територія або море              | Примітки                                                                                                  |
| ------------------------------------------------------------ | --------------------------------------- | --- |
| 25°0′ пн. ш. 0°0′ сх. д. / 25.000° пн. ш. 0.000° сх. д.      | Алжир                                   | |
| 25°0′ пн. ш. 10°2′ сх. д. / 25.000° пн. ш. 10.033° сх. д.    | Лівія                                   | |
| 25°0′ пн. ш. 25°0′ сх. д. / 25.000° пн. ш. 25.000° сх. д.    | Єгипет                                  | |
| 25°0′ пн. ш. 34°57′ сх. д. / 25.000° пн. ш. 34.950° сх. д.   | Червоне море                            | |
| 25°0′ пн. ш. 37°17′ сх. д. / 25.000° пн. ш. 37.283° сх. д.   | Саудівська Аравія                       | |
| 25°0′ пн. ш. 50°38′ сх. д. / 25.000° пн. ш. 50.633° сх. д.   | Перська затока                          | Бахрейнська затока                                                                                        |
| 25°0′ пн. ш. 50°48′ сх. д. / 25.000° пн. ш. 50.800° сх. д.   | Катар                                   | |
| 25°0′ пн. ш. 51°38′ сх. д. / 25.000° пн. ш. 51.633° сх. д.   | Перська затока                          | |
| 25°0′ пн. ш. 55°3′ сх. д. / 25.000° пн. ш. 55.050° сх. д.    | ОАЕ                                     | |
| 25°0′ пн. ш. 56°22′ сх. д. / 25.000° пн. ш. 56.367° сх. д.   | Індійський океан                        | Аравійське море                                                                                           |
| 25°0′ пн. ш. 66°42′ сх. д. / 25.000° пн. ш. 66.700° сх. д.   | Пакистан                                | Белуджистан — приблизно на 16 км Сінд — проходить північніше Карачі                                       |
| 25°0′ пн. ш. 70°55′ сх. д. / 25.000° пн. ш. 70.917° сх. д.   | Індія                                   | Раджастхан Мадг'я-Прадеш Уттар-Прадеш Біхар Джхаркханд Західний Бенгал                                    |
| 25°0′ пн. ш. 88°24′ сх. д. / 25.000° пн. ш. 88.400° сх. д.   | Бангладеш                               | |
| 25°0′ пн. ш. 92°25′ сх. д. / 25.000° пн. ш. 92.417° сх. д.   | Індія                                   | Ассам Маніпур                                                                                             |
| 25°0′ пн. ш. 94°43′ сх. д. / 25.000° пн. ш. 94.717° сх. д.   | М'янма                                  | |
| 25°0′ пн. ш. 97°43′ сх. д. / 25.000° пн. ш. 97.717° сх. д.   | КНР                                     | Юньнань — проводить південніше Куньміня Гуйчжоу Гуансі Хунань Гуандун Цзянсі Фуцзянь                      |
| 25°0′ пн. ш. 118°59′ сх. д. / 25.000° пн. ш. 118.983° сх. д. | Південнокитайське море                  | Тайванська протока                                                                                        |
| 25°0′ пн. ш. 121°1′ сх. д. / 25.000° пн. ш. 121.017° сх. д.  | Республіка Китай                        | Проходить через острів Тайвань, південніше Тайбея                                                         |
| 25°0′ пн. ш. 121°59′ сх. д. / 25.000° пн. ш. 121.983° сх. д. | Тихий океан                             | Проходить північніше острова Міяко, Японія Проходить північніше острова Іото, Японія                      |
| 25°0′ пн. ш. 168°0′ зх. д. / 25.000° пн. ш. 168.000° зх. д.  | США                                     | Проходить північніше острівця Літл-Рок, Гарднер-Піннаклс, Гаваї                                           |
| 25°0′ пн. ш. 168°0′ зх. д. / 25.000° пн. ш. 168.000° зх. д.  | Тихий океан                             | |
| 25°0′ пн. ш. 112°12′ зх. д. / 25.000° пн. ш. 112.200° зх. д. | Мексика                                 | Проходить через острів Магдалена[es] Проходить через півострів Каліфорнія Проходить через острів Сан-Хосе |
| 25°0′ пн. ш. 110°34′ зх. д. / 25.000° пн. ш. 110.567° зх. д. | Каліфорнійська затока                   | |
| 25°0′ пн. ш. 108°13′ зх. д. / 25.000° пн. ш. 108.217° зх. д. | Мексика                                 | Проходить через острови Альтамура[en] і Тальчічітле                                                       |
| 25°0′ пн. ш. 97°32′ зх. д. / 25.000° пн. ш. 97.533° зх. д.   | Мексиканська затока                     | |
| 25°0′ пн. ш. 80°32′ зх. д. / 25.000° пн. ш. 80.533° зх. д.   | США                                     | Проходить через острів Кей-Ларго[en], Флорида                                                             |
| 25°0′ пн. ш. 80°31′ зх. д. / 25.000° пн. ш. 80.517° зх. д.   | Атлантичний океан                       | Флоридська протока                                                                                        |
| 25°0′ пн. ш. 78°10′ зх. д. / 25.000° пн. ш. 78.167° зх. д.   | Багамські Острови                       | Проходить через острів Андрос                                                                             |
| 25°0′ пн. ш. 77°57′ зх. д. / 25.000° пн. ш. 77.950° зх. д.   | Атлантичний океан                       | |
| 25°0′ пн. ш. 77°33′ зх. д. / 25.000° пн. ш. 77.550° зх. д.   | Багамські Острови                       | Проходить через острів Нью-Провіденс — південніше Нассау                                                  |
| 25°0′ пн. ш. 77°20′ зх. д. / 25.000° пн. ш. 77.333° зх. д.   | Атлантичний океан                       | |
| 25°0′ пн. ш. 76°9′ зх. д. / 25.000° пн. ш. 76.150° зх. д.    | Багамські Острови                       | Проходить через острів Ельютера                                                                           |
| 25°0′ пн. ш. 76°8′ зх. д. / 25.000° пн. ш. 76.133° зх. д.    | Атлантичний океан                       | |
| 25°0′ пн. ш. 14°50′ зх. д. / 25.000° пн. ш. 14.833° зх. д.   | Західна Сахара                          | Претендує Марокко та Сахарська Арабська Демократична Республіка                                           |
| 25°0′ пн. ш. 12°0′ зх. д. / 25.000° пн. ш. 12.000° зх. д.    | Мавританія                              | |
| 25°0′ пн. ш. 6°34′ зх. д. / 25.000° пн. ш. 6.567° зх. д.     | Становить кордон між Мавританія та Малі | |
| 25°0′ пн. ш. 4°49′ зх. д. / 25.000° пн. ш. 4.817° зх. д.     | Алжир                                   | |